# Football Club Differdange 03
Maillots
Actualités
Dernière mise à jour : 4 juin 2025.
Le FC Differdange 03 (FC Déifferdeng 03 en luxembourgeois, forme raccourcie de Football Club Déifferdeng 03) est un club de football luxembourgeois, fondé en 2003 et basé à Differdange. Il évolue en BGL Ligue, la première division luxembourgeoise de football.
Fondé en 2003, le FC Differdange 03 atteint la BGL Ligue trois ans plus tard en terminant champion de Promotion d'Honneur en 2006. Un an plus tard, le club se qualifie pour la Coupe Intertoto où il dispute sa première campagne européenne.
Après deux victoires en finale de la Coupe du Luxembourg en 2010 et 2011, le club réalise sa meilleure performance européenne lors de l'édition 2011-2012 de la Ligue Europa, atteignant les barrages de la compétition face au club français du Paris Saint-Germain FC.
En 2014 et 2015, le club remporte une nouvelle fois deux Coupes du Luxembourg d'affilés. Differdange participe quasiment systématiquement à l'Europe, devenant un club solide en BGL Ligue dans les années 2010.
Terminant vice-champion du championnat en 2009, 2015, 2017 et 2022, le club obtient pour la première fois de son histoire le titre de champion de BGL Ligue à l'issue de la saison 2023-2024, ce qui l'envoie pour la première fois depuis sa fondation en Ligue des champions. La saison suivante, le club réalise pour la première fois de son histoire le doublé coupe-championnat.

## Historique

### Les débuts du club et montée en Division Nationale (2003 - 2006)
Le FC Differdange 03 naît en 2003 de la fusion de deux clubs de la ville de Differdange, le Red Boys Differdange et l'AS Differdange. Au moment de la fusion, le Red Boys Differdange, ancien grand nom du pays (avec 6 titres nationaux et 16 Coupes du Luxembourg, club recordman en la matière) végète en Promotion d'Honneur (deuxième échelon national), alors que l'AS Differdange est en 1.Division (la troisième division). La rivalité entre le Red Boys et le AS Differdange été énorme, aux écoles primaires de Differdange, les copains de classe devenaient adversaires à chaque fois qu’il y avaient des matches de championnat, et le résultat était toujours imprévisible. Le Red Boys Differdange était dans les années 1920 et 1930 l'un des clubs phare du pays avec le CA Spora Luxembourg : 5 titres de champions, 3 titres de vice-champion du Luxembourg plus 8 Coupes du Luxembourg durant ces deux décennies. Après avoir débuté en Promotion d'Honneur pour sa première saison, le FC Differdange 03 accède après trois d'existence à la Division Nationale en terminant champion de Promotion d'Honneur.

### Des débuts réussis en première division (2006 - 2009)
Dès sa première saison dans l'élite, Differdange termine 4e du championnat, se qualifiant pour la saison prochaine en Coupe Intertoto où le club sera éliminé lors du 1er tour par le club slovaque du ŠK Slovan Bratislava.
Après une saison plus que moyenne, terminant à la 7e place en 2008, Differdange réalise une excellente performance en finissant vice-champion de BGL Ligue en 2009 derrière le F91 Dudelange.

### Premiers succès et campagnes européennes (2009 - 2014)
Cette performance lui permet de disputer pour la première fois la Ligue Europa, s'inclinant au 2e tour de qualification face au HNK Rijeka. La saison suivante, le club remporte pour la première fois de son histoire la Coupe du Luxembourg face au CS Grevenmacher (un but à zéro). En 2011, le club remporte une nouvelle Coupe du Luxembourg, cette fois-ci face au F91 Dudelange, le plus grand club du Luxembourg dans ces années-là.
Pour l'édition 2011-2012 de la Ligue Europa, Differdange réalisera cette saison-là sa meilleure performance dans la compétition ; commençant sa compétition au stade du deuxième tour de qualification, le club luxembourgeois parvient à éliminer les Estoniens du FC Levadia Tallinn (0-0 puis 1-0), avant de subir deux lourds revers au troisième tour de qualification face aux Grecs d'Olympiakos Volos FC (0-3 et 0-3). Mais les Grecs sont éliminés sur tapis vert et Differdange est repêché pour affronter le Paris Saint-Germain FC en phase de barrages de la compétition (défaites 4-0 et 2-0),,. En atteignant ce stade, le FC Differdange 03 réussit une performance unique dans l'Histoire du football luxembourgeois.

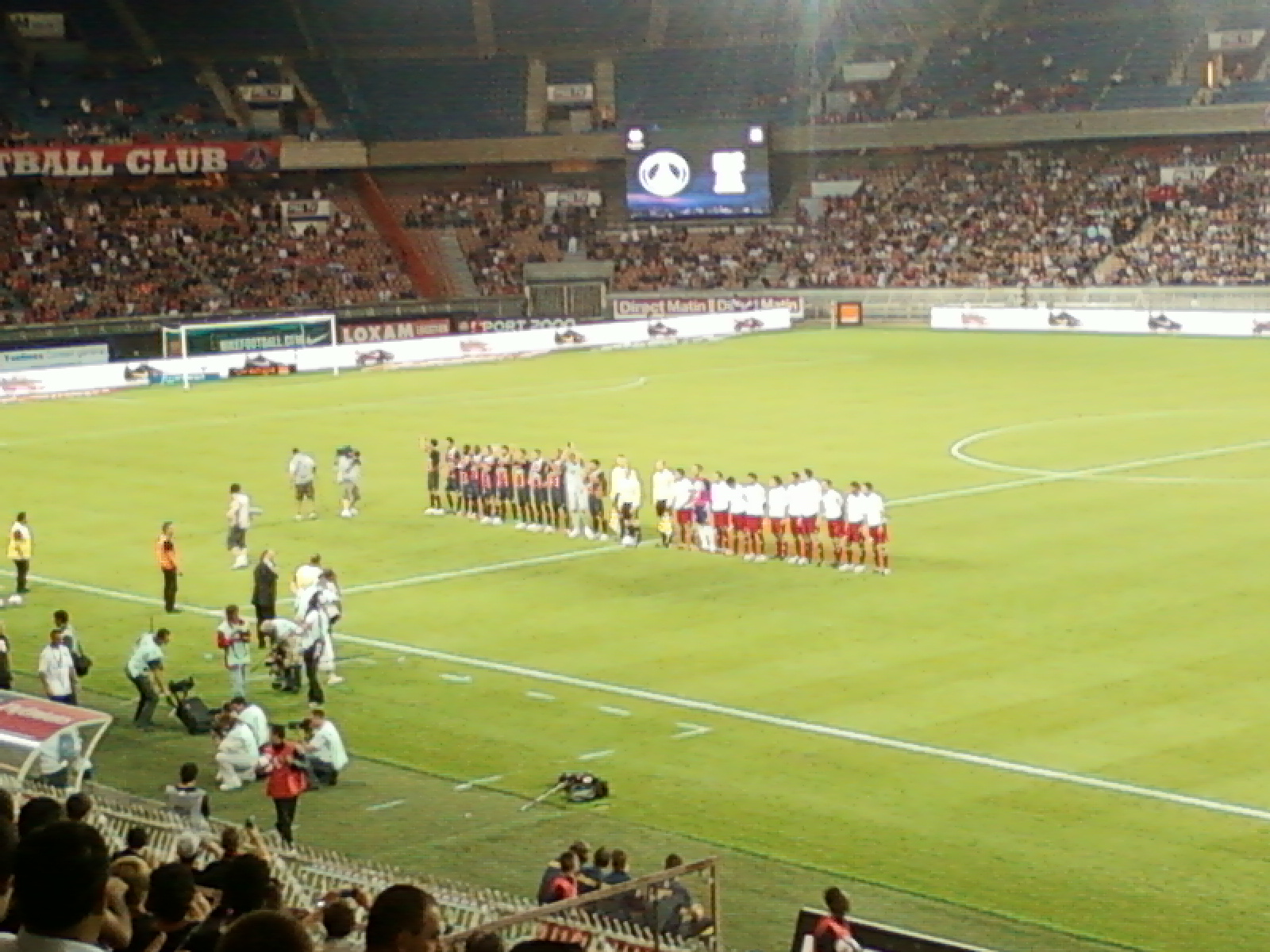
Le FC Differdange 03 face au Paris Saint-Germain FC au Parc des Princes

En juin 2012, après une assez mauvaise saison en BGL Ligue (4e), le FCD03 change d'entraineur, l'exemption de Paolo Amodio rapporte l’expérience du Sedanais Michel Le Flochmoan qui connait bien la BGL Ligue, notamment avec le F91 Dudelange et avec l'AS La Jeunesse d'Esch en gagnant plusieurs championnats luxembourgeois. Le 5 juillet 2012, le FC Differdange 03 s'impose avec un score de 3-0 et 0-3 face aux Féroiens du NSI Runavik lors le premier tour de qualification de la Ligue Europa,. Le prochain adversaire du FC Differdange 03 sera le club belge KAA La Gantoise où le club s'inclinera malgré une belle performance.
En 2013, le club est finaliste de la Coupe du Luxembourg, échouant face à l'AS La Jeunesse d'Esch.

### Montée en puissance (2014 - 2022)
En 2014, Differdange remporte sa troisième Coupe du Luxembourg face au F91 Dudelange, ainsi que sa quatrième la saison suivante face au même adversaire. Dans le même temps, le club est une nouvelle fois vice-champion de BGL Ligue derrière le CS Fola Esch, à seulement deux points de ce dernier.
Lors de la saison 2016-2017, le FC Differdange 03 et le F91 Dudelange terminent la saison de BGL Ligue avec le même nombre de points (65), mais Dudelange, possédant une meilleure différence de buts, termine champion. En 2022, toujours derrière le F91 Dudelange, le club atteint la place de vice-champion.

### Sur le toit du Luxembourg (depuis 2022)
À la suite de ces échecs répétés, le FC Differdange 03 se construit doucement une équipe solide, qui lui permettra de remporter en 2023 une cinquième Coupe du Luxembourg face au FC Marisca Mersch,,.
Tout bascule à l'issue de la saison 2023-2024 où le club remporte pour la première fois de son histoire le championnat de BGL Ligue, avec cinq points de plus que le FC Swift Hesperange, au terme d'un derby tendu face au FC Progrès Niederkorn,,. 
En début de saison 2024-2025, le club dispute donc pour la première fois depuis sa fondation en 2003 la prestigieuse Ligue des champions, mais s'incline face au KÍ Klaksvík lors du 1er tour de la compétition,. À l'issue de la 25e journée de BGL Ligue, le FC Differdange 03 obtient son deuxième titre de champion de son histoire après une victoire face au FC Victoria Rosport,,,. Par la suite, le club annonce que l'entraîneur du club, Pedro Resende, quittera Differdange dès la fin de saison,. En parallèle, le club remporte la Coupe du Luxembourg face au F91 Dudelange après une séance de tirs au but et réalise donc pour la première fois de son histoire le doublé coupe-championnat,.
Le 4 juin 2025, le club officialise l'arrivée de Pedro Silva, succédant donc à Pedro Resende,,.

## Bilan sportif

### Palmarès
Le tableau suivant récapitule les performances du FC Differdange 03 dans les différentes compétitions officielles luxembourgeoises.
| Compétitions nationales | Compétitions internationales |
| --- | --- |
| - BGL Ligue (2) - Champion : 2024 et 2025 - Vice-champion : 2009, 2015, 2017 et 2022 - Coupe du Luxembourg (6) - Vainqueur : 2010, 2011, 2014, 2015, 2023 et 2025 - Finaliste : 2013 - Supercoupe du Luxembourg - Finaliste : 2024 - Promotion d'Honneur - Champion : 2006 | - Ligue des champions (C1) - Meilleure performance : 1er tour en 2024 - Ligue Europa (C3) - Meilleure performance : Barrages en 2011 - Ligue Conférence (C4) - Meilleure performance : 2e tour en 2023 et 2024 Anciennes compétitions - Coupe Intertoto - Meilleure performance : 1er tour en 2007 |

### Bilan européen
Note : dans les résultats ci-dessous, le score du club est toujours donné en premier
| Saison    | Compétition             | Tour             | Club                  | Domicile | Extérieur | Total             |
| --------- | ----------------------- | ---------------- | --------------------- | -------- | --------- | ----------------- |
| 2007      | Coupe Intertoto         | Premier tour     | Slovan Bratislava     | 0 - 2    | 0 - 3     | 0 - 5             |
| 2009-2010 | Ligue Europa            | Deuxième tour Q  | HNK Rijeka            | 1 - 0    | 0 - 3     | 1 - 3             |
| 2010-2011 | Ligue Europa            | Deuxième tour Q  | Spartak Zlatibor Voda | 3 - 3    | 0 - 2     | 3 - 5             |
| 2011-2012 | Ligue Europa            | Deuxième tour Q  | Levadia Tallinn       | 0 - 0    | 1 - 0     | 1 - 0             |
| 2011-2012 | Ligue Europa            | Troisième tour Q | Olympiakos Volos      | 0 - 3    | 0 - 3     | 0 - 6             |
| 2011-2012 | Ligue Europa            | Barrages         | Paris Saint-Germain   | 0 - 4    | 0 - 2     | 0 - 6             |
| 2012-2013 | Ligue Europa            | Premier tour Q   | NSÍ Runavík           | 3 - 0    | 3 - 0     | 6 - 0             |
| 2012-2013 | Ligue Europa            | Deuxième tour Q  | KAA La Gantoise       | 0 - 1    | 2 - 3     | 2 - 4             |
| 2013-2014 | Ligue Europa            | Premier tour Q   | KF Laç                | 2 - 1    | 1 - 0     | 3 - 1             |
| 2013-2014 | Ligue Europa            | Deuxième tour Q  | FC Utrecht            | 2 - 1    | 3 - 3     | 5 - 4             |
| 2013-2014 | Ligue Europa            | Troisième tour Q | Tromsø IL             | 1 - 0 ap | 0 - 1     | 1 - 1 (3 - 4 tab) |
| 2014-2015 | Ligue Europa            | Premier tour Q   | Atlantas Klaipėda     | 1 - 0    | 1 - 3     | 2 - 3             |
| 2012-2013 | Ligue Europa            | Premier tour Q   | Bala Town             | 3 - 1    | 1 - 2     | 4 - 3             |
| 2012-2013 | Ligue Europa            | Deuxième tour Q  | Trabzonspor           | 1 - 2    | 0 - 1     | 1 - 3             |
| 2016-2017 | Ligue Europa            | Premier tour Q   | Cliftonville FC       | 1 - 1    | 0 - 2     | 1 - 3             |
| 2017-2018 | Ligue Europa            | Premier tour Q   | Zira FK               | 1 - 2    | 0 - 2     | 1 - 4             |
| 2020-2021 | Ligue Europa            | Premier tour Q   | Zrinjski Mostar       | N/A      | 0 - 3     | 0 - 3             |
| 2022-2023 | Ligue Europa Conférence | Premier tour Q   | Olimpija Ljubljana    | 1 - 2 ap | 1 - 1     | 2 - 3             |
| 2023-2024 | Ligue Europa Conférence | Deuxième tour Q  | NK Maribor            | 1 - 1    | 3 - 4 ap  | 4 - 5             |
| 2024-2025 | Ligue des champions     | Premier tour Q   | KÍ Klaksvík           | 0 - 0    | 0 - 2     | 0 - 2             |
| 2024-2025 | Ligue Conférence        | Deuxième tour Q  | Ordabasy Chimkent     | 1 - 0    | 3 - 4 ap  | 4 - 4 (3 - 4 tab) |
| 2025-2026 | Ligue des champions     | Premier tour Q   | KF Drita              | 2 - 3    | 0 - 1     | 2 - 4             |
| 2025-2026 | Ligue Conférence        | Deuxième tour Q  | The New Saints        | 1 - 0    | 1 - 0     | 2 - 0             |
| 2025-2026 | Ligue Conférence        | Troisième tour Q | Levadia Tallinn       | 2 - 3    | 3 - 1 ap  | 5 - 4             |
| 2025-2026 | Ligue Conférence        | Barrages Q       | KF Drita              | -        | -         | -                 |

1. ↑  Bien que battu sportivement, Differdange est finalement repêché en raison de la disqualification de l'Olympiakos Volos dans le cadre d'une affaire de matchs truqués.

Légende
- Victoire ou qualification pour le tour suivant
- Match nul
- Défaite ou élimination de la compétition

## Effectif professionnel actuel
Le tableau ci-dessous liste l'effectif professionnel du FC Differdange 03 pour la saison 2025-2026.

## Infrastructures

### Stades

#### Stade du Thillenberg (2003 - 2012)

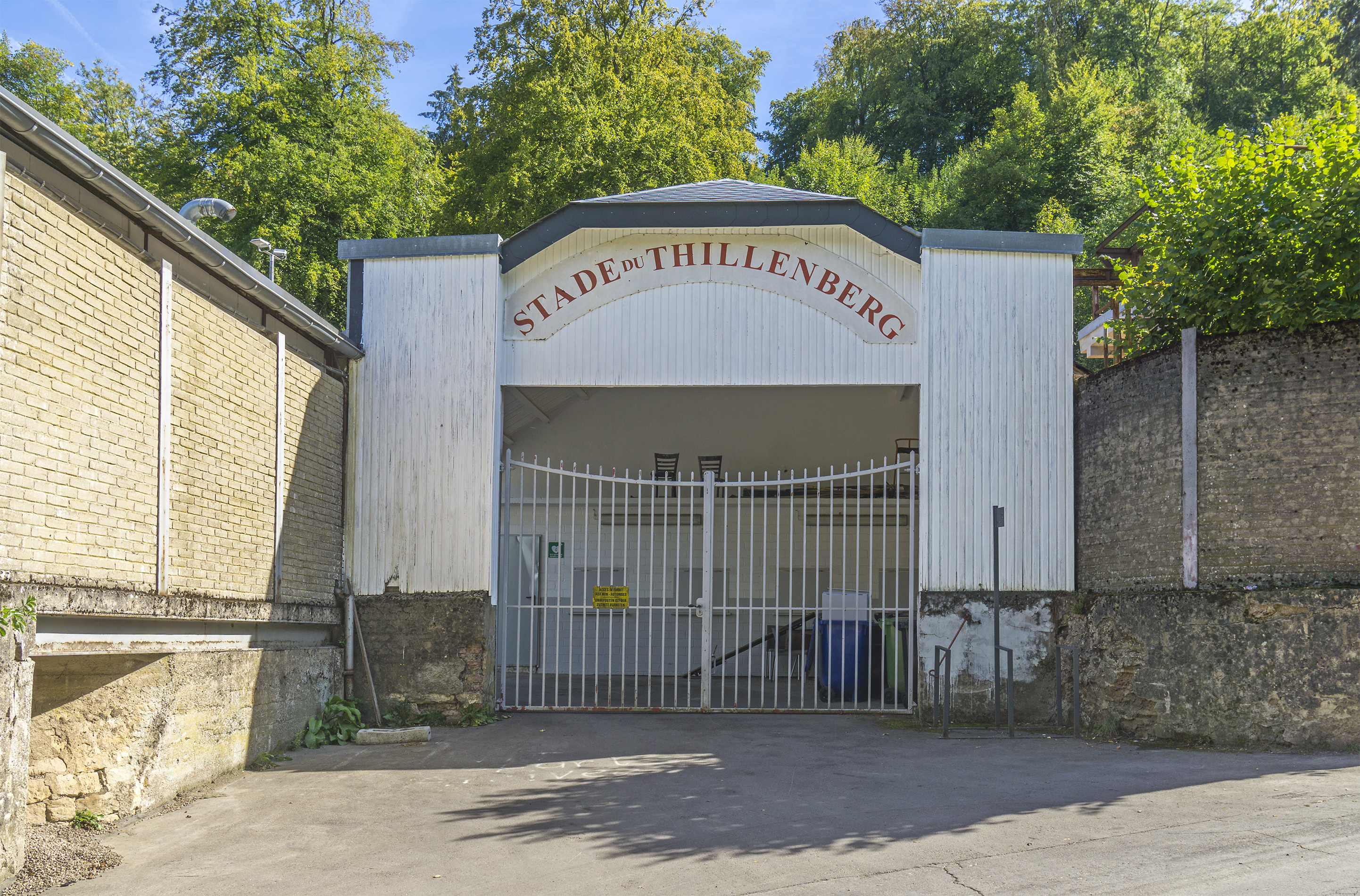
L'entrée du Stade du Thillenberg

Depuis sa fondation en 2003 jusqu'en 2012, le FC Differdange 03 dispute ses matchs à domicile au sein du Stade du Thillenberg, disposant de 6 300 places.

#### Stade Municipal de la Ville de Differdange (depuis 2012)

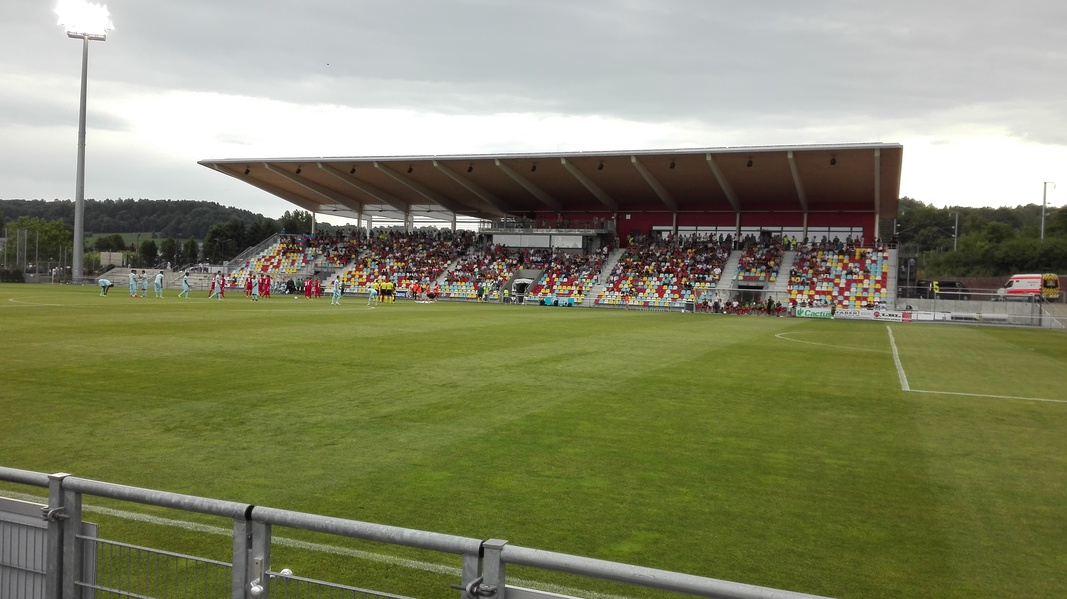
Le Stade Municipal de la Ville de Differdange

L’ancien stade du club étant devenu trop vétuste avec le temps, la ville de Differdange décide, dès 2011, de lancer la construction d’une toute nouvelle enceinte afin de permettre au club ainsi qu’au CS Obercorn d’évoluer sur des terrains plus modernes. Ainsi, le 5 août 2012, le Stade Municipal de la Ville de Differdange est inauguré lors d’un derby face au FC Progrès Niederkorn.